# Mitoza

Schemat mitozy

Mitoza – proces podziału pośredniego jądra komórkowego, któremu towarzyszy precyzyjne rozdzielenie chromosomów do dwóch komórek potomnych. W jego wyniku powstają komórki, które dysponują materiałem genetycznie identycznym z komórką wyjściową. Jest to najważniejsza z różnic między mitozą a mejozą. Mitoza zachodzi w komórkach somatycznych zwierząt oraz w komórkach somatycznych i generatywnych roślin.
Mitozę w komórkach zwierzęcych odkrył Wacław Mayzel w 1873, mitozę w komórkach roślinnych odkrył Edward Strasburger w 1876. Badania nad mitozą prowadzili następnie Otto Bütschli (od 1876) i Oscar Hertwig (od 1892). Twórcą terminu był Walther Flemming.

## Przebieg mitozy
Interfaza  nie jest częścią mitozy. Stanowi część cyklu komórkowego pomiędzy podziałami komórki. Stanowi najdłuższą fazę życia komórki, należącą do cyklu komórkowego. Jest etapem, w którym komórka przygotowuje się do podziału mitotycznego lub mejotycznego. Interfazę stanowią trzy stadia:
Faza G1 (z ang. gap1 – przerwa) – poprzedza ją zakończony podział mitotyczny i jest fazą wzrostową komórki. Następuje synteza różnych rodzajów białek, m.in. strukturalnych czy enzymatycznych i zwiększenie organelli, takich jak: mitochondria, czy lizosomy. Komórka w tej fazie zwiększa swoją masę i objętość, osiągając stadium gotowości do mitozy. Pod koniec fazy G1 dochodzi do syntezy specjalistycznych białek regulatorowych, odpowiedzialnych za przejście komórki w fazę S.
Faza S (z ang. synthesis – synteza) – dochodzi do replikacji DNA, czyli do podwojenia ilości kwasu deoksyrybonukleinowego (z 2c do 4c, gdzie c oznacza ilość DNA). Poza tym zachodzi synteza histonów, a pod koniec fazy replikacja centriol. Proces ten u człowieka zachodzi zazwyczaj w ciągu 8 godzin.
Faza G2 (z ang. gap2 – przerwa) – następuje synteza białek wrzeciona podziałowego, głównie tubuliny jak również składników błony komórkowej potrzebnych do jej wytworzenia po zakończonym podziale. Pod koniec fazy G2 dochodzi do syntezy specjalistycznych białek regulatorowych, odpowiedzialnych za przejście komórki w mitozę.
Faza G0 (z ang. gap0 – przerwa) – w przypadku, gdy nie dojdzie do wytworzenia białek odpowiedzialnych za przejście faz G1 i G2 do następnego stadium, komórka przechodzi w fazę G0. Interfaza ulega wtedy zatrzymaniu, komórka traci zdolność replikacji DNA i zaczyna się specjalizować. Dotyczy to np. komórek nerwowych czy mięśniowych. W niektórych przypadkach może dojść do powrotu do cyklu komórkowego poprzez stymulację komórek np. hormonami.
Główne etapy, czyli fazy mitozy w komórkach Eukariotycznych:

### Profaza

Profaza

Jest to pierwszy etap podziału komórki eukariotycznej.
a) następuje kondensacja chromatyny
b) chromosomy zaczynają być widoczne
c) ujawnia się struktura chromosomu
d) chromatydy ulegają pogrubieniu, widać miejsce ich złączenia (centromer)
e) formuje się wrzeciono podziałowe (kariokinetyczne)
f) zanik jąderka
g) centriole rozchodzą się i każda dobudowuje sobie nową

### Metafaza

Metafaza

a) rozpad błony jądrowej (w tym momencie rozpoczyna się metafaza)
b) następuje przyczepienie wrzeciona podziałowego do centromerów
c) chromosomy ustawiają się w płaszczyźnie równikowej komórki, tworząc płytkę metafazową.

### Anafaza

Anafaza

a) następuje rozdzielenie chromatyd siostrzanych, powstają chromosomy potomne (jest to właściwym początkiem anafazy)
b) chromosomy potomne wędrują do przeciwległych biegunów komórki
c) podział organelli na równe zespoły

### Telofaza

Telofaza

a) wokół skupisk chromosomów powstaje błona jądrowa
b) wyodrębniają się jądra potomne identyczne z jądrem rodzicielskim
c) chromosomy ulegają despiralizacji do chromatyny
d) dochodzi do cytokinezy (czasami proces ten dokonuje się już w anafazie)
e) powstają dwie diploidalne komórki potomne
Właściwy podział mitotyczny poprzedza przygotowująca do niego interfaza, które razem tworzą cykl komórkowy.